# メモリアルアートの大野屋
株式会社メモリアルアートの大野屋（メモリアルアートのおおのや）は、東京都立川市に本社を置く葬祭業及び墓地・墓石・仏壇・仏具の販売などを行う企業。

## 沿革
- 1939年（昭和14年）3月 創業者大澤良丈が多磨霊園裏門前に石材店「大野屋」を開業。
- 1949年（昭和24年）
  - 「合名会社大野屋」を設立、個人商店から会社法人に改組。
  - 寺院と共同で八ヵ寺墓地を開発し、霊園開発のノウハウを得る。
- 1969年（昭和44年） 建墓ローンの取扱いを開始。併せて車額広告の掲出を行う。共に業界初。
- 1971年（昭和46年） 社名を現在の「メモリアルアートの大野屋」に変更し、記念、記憶、追憶などを意味する「メモリアル」と芸術、技術を意味する「アート」を組み合わせ旧来の墓石、石屋の暗いイメージを一新、新しいお墓の在り方を主張。またスフィンクスをシンボルマークに制定。
- 1973年（昭和48年） 石材業界では初めてとなるテレビCMを開始。
- 1976年（昭和51年） 仏具部を開設。仏壇販売を始める。
- 1979年（昭和54年） 大阪支店を開設。関東の石材店としては初の関西進出。
- 1985年（昭和60年） 「建墓プラン・ピラミッド」を発売し、保険事業を開始。その後1997年（平成9年）には損害保険、1998年（平成11年）には生前予約システム「アンシア」の販売を開始し、取扱いの幅を広げる。
- 1989年（平成元年） 名古屋支店を開設。
- 1995年（平成7年） 仏事相談サービス等を行う大野屋テレホンセンターを開設。併せて仏事相談や葬儀の緊急コールに使える「もしもカード」の発行を開始。また葬儀子会社の大野屋セレモ株式会社が葬祭会館「おおのやホール」を開設。葬祭事業の積極的展開を進める。
- 1998年（平成10年） 大野屋セレモ株式会社を統合。現在の事業領域となる。またアメリカ合衆国最大手のROA社と技術提携を結び、より多様な墓石デザインが可能となる。
- 2000年（平成12年） 葬儀、仏壇、墓所、墓石、保険といった仏事全般のトータルサービスを提供できる初めての店舗「メモリアルギャラリー横浜」を開設。
- 2011年（平成13年） 「メモリアルギャラリー千葉」を開設。
- 2002年（平成14年） 山岳散骨サービス「モンブラン葬」を開発。
- 2003年（平成15年） ペットの遺骨を一緒に埋葬できる墓地「withペット」を開発。また「仏壇クイック補修サービス」を開始。ともに業界初。
- 2004年（平成16年） 仏事総合サービス案内を兼ねた提供型の「フューネラルホーム」をさいたま市にオープン。
- 2005年（平成17年） 墓石業界で初めて「プライバシーマーク」を取得。
- 2006年（平成18年） 関東墓石事業部門、国際規格「ISO9001」を取得。
- 2007年（平成19年） 大野屋テレホンセンターへの相談件数が10万件を突破。
- 2009年（平成21年） 
  - 「ホール＆リビング リコルド田園調布」の会員組織「リコルドプレミアムクラブ」を発足。
  - 書道家・武田双雲とコラボレーションした墓石彫刻サービス「双書（そうしょ）」を開始。
- 2010年（平成22年） 本社を新宿センタービル内に移転。
- 2017年（平成29年） 供養文化の発展を目的に、毎年9月4日を「供養の日」と制定[2]。

## 歴代CMモデル
- 小林亜星（音楽家）
- 滝田ゆう（漫画家）
- ミヤコ蝶々（女優）
- 市田ひろみ（服飾研究家・タレント）

## 提供番組
- FNNスピーク（フジテレビ、関東ローカル）
  - 前身番組『FNNニュースレポート11:30』時代からのスポンサー。